# 梅克倫堡的卡塔里娜
梅克倫堡的卡塔里娜（德語：Katharina zu Mecklenburg，1487年—1561年6月6日），薩克森公爵夫人，梅克倫堡公爵馬格努斯二世的女兒。

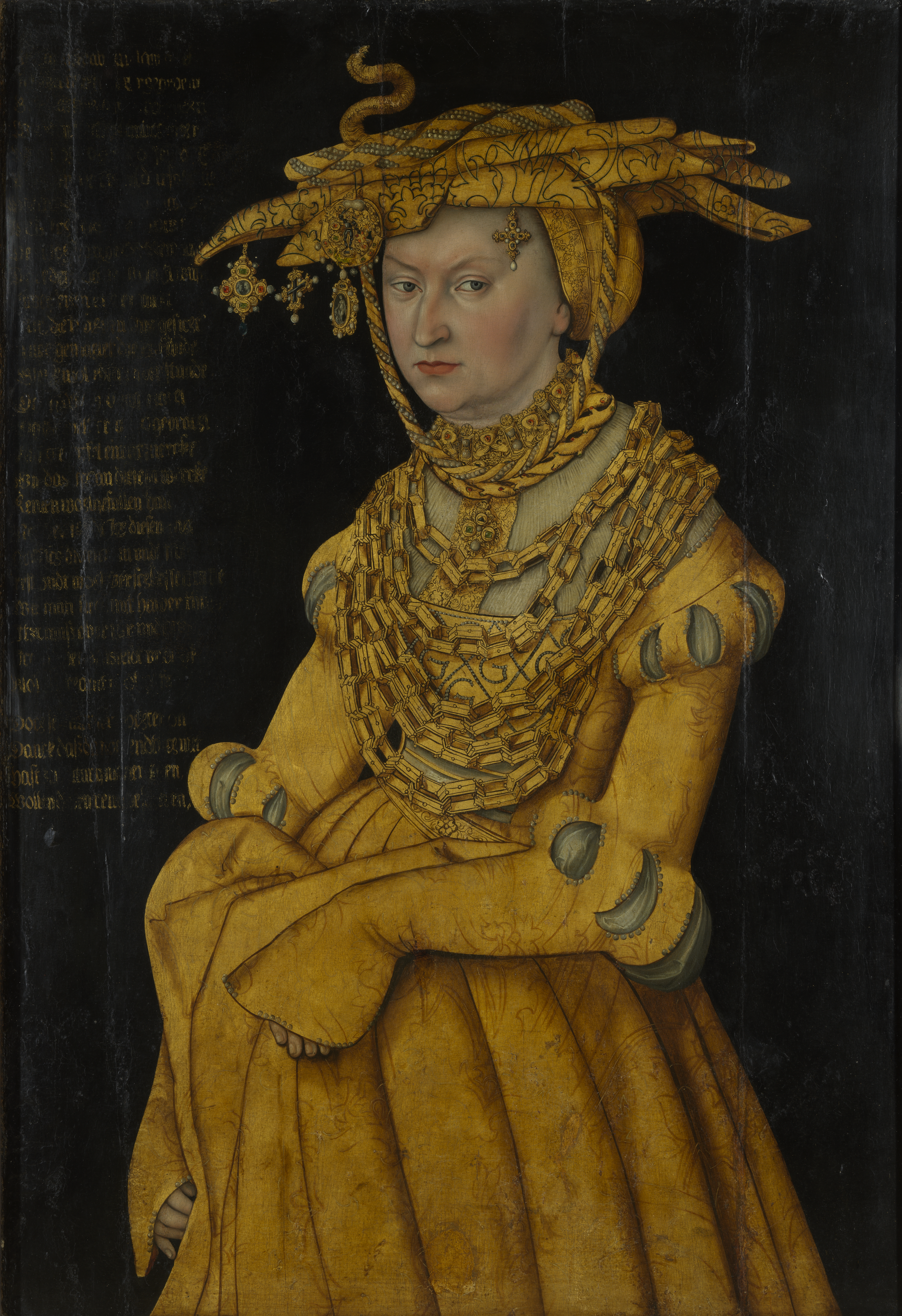

## 家庭
1512年，卡塔里娜與薩克森的亨利四世結婚，兩人共有3子3女：
1. 希比爾（1515年—1592年）
2. 艾米莉亞（1516年—1591年）
3. 希多妮（1518年—1575年）
4. 莫里茨（1521年—1553年）
5. 塞維林（1522年—1533年），早逝
6. 奧古斯特（1526年—1586年）